# Peter Laugesen
Peter Laugesen (født 5. marts 1942 i København) er en dansk digter og dramatiker, der bor i Brabrand.
Laugesen er far til forfatteren Gerd Laugesen. Han er student fra Aarhus Katedralskole i 1961 og uddannet typograf. Han havde sin debut med digtsamlingen Landskab i 1967. I 1992 modtog Peter Laugesen Det Danske Akademis Store Pris. Fra 1997 har han været medlem af Det Danske Akademi. I 1985 modtog han Beatrice Prisen. Peter Laugesen har optrådt sammen med Mindspray, Singvogel og Christian Vuust og udgivet CD'er sammen med dem. Han bidrager tillige med medie- og samfundskommentarer i især Dagbladet Information.
Peter Laugesen havde gennem en lang årrække en intens dialog og samarbejde med forfatteren Dan Turèll. En tid boede de dør om dør, men udvekslingen fortsatte gennem årene ikke mindst per brev, og de har også haft fælles udgivelsesprojekter. I 1969 deltog de begge på Hindsgavlseminaret i 1969 sammen med Kristen Bjørnkjær, som også var med i fælles udgivelsesprojekter, som Bardo. Nogle af teksterne fra Hindsgavlseminaret er bevaret i en lille mappe. Desuden har de to skrevet hæftet Dobbeltskrift, som er en kunstbog snarere end en tekstsamling. Heri undersøger Laugesen og Turèll typografiens muligheder i den mere udsyrede form.
Peter Laugesen har en ydmyg, anarkistisk tilgang til sin skriftpraksis, der har dybe rødder i beatgenerationen, inspireret af af forfattere som Allen Ginsberg, Jack Kerouac og William Burroughs: Alt skal med, synes at være det erklærede mål og varemærke; det skønne og det grimme kan ikke adskilles, men betinger hinanden.
Den sprogoplevelse Peter Laugesen ejer, begrænser sig ikke til den egne skriftpraksis. Den fine sprogforståelse folder sig også ud i forhold til kollegaers værker. Det har lyrikelskere glæde af gennem den udenlandske lyrik Peter Laugesen indirekte eller direkte introducerer på dansk. Gertrude Steins tekster fra Tender buttons er blandt dem, Laugesen har fordansket. Selv finder han en formidling af Steins tekster for en nærmest umulig opgave. Han har sagt, at oversættelse af James Joyces Finnegans Wake er vand ved siden af. Laugesen har efter sigende arbejdet omkring tyve år med en fordanskning af (dele af) netop dét værk.
Året før skrev Laugesen til samme teater "Floden" om Emil Nolde og Arthur Köpcke. I 1999 opførte Det kgl. Teater Adam Oehlenschlägers "Kjartan og Gudrun" i Laugesens gendigtning.
I 1999 oversatte han Novalis "Hymner til natten" som Henrik Sartou dramatiserede til Jomfru Ane Teatret i 1990. Peter Laugesen har i flere år været medlem af det udvalg, der nominerer danske forfatteres værker til Nordisk Råds årlige litteraturpris, og han var medredaktør på tidsskriftet TUMOR. Han sidder i Odin Teatrets bestyrelse.

## Dramatiske værker
| - Arthur på Genfærd. (Senest opført af Teatret Estrade i 2003 / udgivet af Borgen i 1989) - Terminalen. (1989, Teatret Kimbri) - Floden. (1989, Jomfu Ane Teatret) - Hymner til Natten – gendigtning af Novalis' tekst (1990 Jomfru Ane Teatret) - Turandot. (1993, Teatret Kamikaze) - Gudruns 4. sang. (1996, Operanord / udgivet af Afsnit P i 1996) - Jailbird. (1997, Opus X) | - Grækerne. (1998, Betty Nansens Teatret) - 64928. (1998, Musikteatret Undergrunden) - Anarkisten i Fandens hus. (2002, Det Kongelige Teater, ikke opført) - Ezra. (2005 og 2009, Odin Teatret og Det Kongelige Teater) - Babelstorm. (2007, Opus X) - Ovartaci. (2009, Teater freezeProductions v. instruktør Hanne Trap Friis) - Amerikaneren. (2010, Teater freezeProductions v. instruktør Hanne Trap Friis) - 4 vinkler på Medea. (2010, Teater Figura) |

## Diskografi
| - Peter Laugesen & Mindspray: HOWL ON!, 2001 - Peter Laugesen & Singvogel: Hotellet Brænder, 2003 - Peter Laugesen & Singvogel: Apparatets skygge, 2005 - Consul Pepsi & The Sweet Thunder Poetry Parade: "Consul Pepsi & The Sweet Thunder Poetry Parade", 2007 | - Christian Vuust Dynamo: Strøm, 2009 - Peter Laugesen & Singvogel: Den Her Planet Glemmer Vi Aldrig, 2011 - Nicolai Munch Hansen & Peter Laugesen: "Det flimrende lys over Brabrand sø", 2016 |